# Urophora mandschurica
Urophora mandschurica är en tvåvingeart som först beskrevs av Erich Martin Hering 1940.  Urophora mandschurica ingår i släktet Urophora och familjen borrflugor. Inga underarter finns listade i Catalogue of Life.